# 荷馬 (紐約州村)
荷馬（英語：Homer）是位於美國紐約州科特蘭縣的村。

## 人口
根據2020年美國人口普查的數據，荷馬的面積為5.02平方千米，當中陸地面積為4.99平方千米，而水域面積為0.03平方千米。當地共有人口3210人，而人口密度為每平方千米639人。